# Morgan Jones (Politiker, 1830)
Morgan Jones (* 26. Februar 1830 in London, Großbritannien; † 13. Juli 1894 in New York City) war ein US-amerikanischer Politiker. Zwischen 1865 und 1867 vertrat er den Bundesstaat New York im US-Repräsentantenhaus.

## Werdegang
Morgan Jones wurde vier Monate vor dem Tod von Georg IV., König von Großbritannien und Irland, in London geboren. Seine Familie wanderte 1833 in die Vereinigten Staaten ein und ließ sich in New York City nieder. Er besuchte dort öffentliche Schulen und war 1850 als Klempner tätig. Zwischen 1859 und 1863 war er Mitglied im Board of Councilmen und in den Jahren 1860, 1861 und 1863 dessen Präsident. Dann saß er in den Jahren 1864 und 1865 im Board of Aldermen und war im letzten Jahr dessen Präsident. Politisch gehörte er der Demokratischen Partei an. Bei den Kongresswahlen des Jahres 1864 wurde er im vierten Wahlbezirk von New York in das US-Repräsentantenhaus in Washington, D.C. gewählt, wo er am 4. März 1865 die Nachfolge von Benjamin Wood antrat. Er schied nach dem 3. März 1867 aus dem Kongress aus. Danach ging er bis 1887 in New York City seinen Geschäften nach, als er in den Ruhestand ging. Er starb dort am 13. Juli 1894 und wurde auf dem Green-Wood Cemetery in der damals noch eigenständigen Stadt Brooklyn beigesetzt.